# Llista de topònims de Puigpelat
Llista de topònims (noms propis de lloc) del municipi de Puigpelat, a l'Alt Camp
Informació actualitzada per un bot. Els canvis manuals es perdran quan s'actualitzi!

## barraca de vinya
| imatge | Nom                    | Ubicat a  | instància de     | Detalls                     | coordenades                                                            | Protecció                                  | Commons (més fotos) | Dades a WD                    |
| ------ | ---------------------- | --------- | ---------------- | --------------------------- | ---------------------------------------------------------------------- | ------------------------------------------ | ------------------- | ----------------------------- |
|        | Barraca I              | Puigpelat | barraca de vinya | Estil: arquitectura popular |                                                                        | bé integrant del patrimoni cultural català |                     | Modifica les dades a Wikidata |
|        | Barraca II             | Puigpelat | barraca de vinya | Estil: arquitectura popular |                                                                        | bé integrant del patrimoni cultural català |                     | Modifica les dades a Wikidata |
|        | Barraca III            | Puigpelat | barraca de vinya | Estil: arquitectura popular |                                                                        | bé integrant del patrimoni cultural català |                     | Modifica les dades a Wikidata |
|        | Barraca IV             | Puigpelat | barraca de vinya | Estil: arquitectura popular |                                                                        | bé integrant del patrimoni cultural català |                     | Modifica les dades a Wikidata |
|        | Barraca IX             | Puigpelat | barraca de vinya | Estil: arquitectura popular |                                                                        | bé integrant del patrimoni cultural català |                     | Modifica les dades a Wikidata |
|        | Barraca V              | Puigpelat | barraca de vinya | Estil: arquitectura popular |                                                                        | bé integrant del patrimoni cultural català |                     | Modifica les dades a Wikidata |
|        | Barraca VI             | Puigpelat | barraca de vinya | Estil: arquitectura popular |                                                                        | bé integrant del patrimoni cultural català |                     | Modifica les dades a Wikidata |
|        | Barraca VII            | Puigpelat | barraca de vinya | Estil: arquitectura popular |                                                                        | bé integrant del patrimoni cultural català |                     | Modifica les dades a Wikidata |
|        | Barraca VIII           | Puigpelat | barraca de vinya | Estil: arquitectura popular |                                                                        | bé integrant del patrimoni cultural català |                     | Modifica les dades a Wikidata |
|        | Barraca X              | Puigpelat | barraca de vinya | Estil: arquitectura popular |                                                                        | bé integrant del patrimoni cultural català |                     | Modifica les dades a Wikidata |
|        | Barraca XI             | Puigpelat | barraca de vinya | Estil: arquitectura popular |                                                                        | bé integrant del patrimoni cultural català |                     | Modifica les dades a Wikidata |
|        | Barraca XII            | Puigpelat | barraca de vinya | Estil: arquitectura popular |                                                                        | bé integrant del patrimoni cultural català |                     | Modifica les dades a Wikidata |
|        | Barraca XIII           | Puigpelat | barraca de vinya | Estil: arquitectura popular |                                                                        | bé integrant del patrimoni cultural català |                     | Modifica les dades a Wikidata |
|        | Barraca XIV            | Puigpelat | barraca de vinya | Estil: arquitectura popular |                                                                        | bé integrant del patrimoni cultural català |                     | Modifica les dades a Wikidata |
|        | Barraca XIX            | Puigpelat | barraca de vinya | Estil: arquitectura popular |                                                                        | bé integrant del patrimoni cultural català |                     | Modifica les dades a Wikidata |
|        | Barraca XV             | Puigpelat | barraca de vinya | Estil: arquitectura popular |                                                                        | bé integrant del patrimoni cultural català |                     | Modifica les dades a Wikidata |
|        | Barraca XVI            | Puigpelat | barraca de vinya | Estil: arquitectura popular |                                                                        | bé integrant del patrimoni cultural català |                     | Modifica les dades a Wikidata |
|        | Barraca XVII           | Puigpelat | barraca de vinya | Estil: arquitectura popular |                                                                        | bé integrant del patrimoni cultural català |                     | Modifica les dades a Wikidata |
|        | Barraca XVIII          | Puigpelat | barraca de vinya | Estil: arquitectura popular |                                                                        | bé integrant del patrimoni cultural català |                     | Modifica les dades a Wikidata |
|        | Barraca XX             | Puigpelat | barraca de vinya | Estil: arquitectura popular |                                                                        | bé integrant del patrimoni cultural català |                     | Modifica les dades a Wikidata |
|        | Barraca XXI            | Puigpelat | barraca de vinya | Estil: arquitectura popular |                                                                        | bé integrant del patrimoni cultural català |                     | Modifica les dades a Wikidata |
|        | barraques de Puigpelat | Puigpelat | barraca de vinya |                             | 41° 16′ 04″ N, 1° 17′ 50″ E / 41.26777777777778°N,1.2972222222222225°E |                                            |                     | Modifica les dades a Wikidata |

## entitat singular de població
| imatge | Nom                 | Ubicat a  | instància de                                   | Detalls | coordenades                                                       | Protecció | Commons (més fotos) | Dades a WD                    |
| ------ | ------------------- | --------- | ---------------------------------------------- | ------- | ----------------------------------------------------------------- | --------- | ------------------- | ----------------------------- |
|        | Puignou             | Puigpelat | entitat singular de població                   | 220 hab | 41° 16′ 32″ N, 1° 18′ 06″ E / 41.27568738°N,1.30177438°E 259 msnm |           |                     | Modifica les dades a Wikidata |
|        | Puigpelat           | Puigpelat | entitat singular de població capital municipal | 611 hab | 41° 16′ 44″ N, 1° 17′ 50″ E / 41.27899°N,1.29713°E 256 msnm       |           |                     | Modifica les dades a Wikidata |
|        | Sant Joan de Ruanes | Puigpelat | entitat singular de població                   | 46 hab  | 41° 16′ 24″ N, 1° 18′ 20″ E / 41.27322778°N,1.30544167°E 222 msnm |           |                     | Modifica les dades a Wikidata |
|        | els Arcs            | Puigpelat | entitat singular de població                   | 101 hab | 41° 16′ 23″ N, 1° 18′ 18″ E / 41.27305556°N,1.305°E 260 msnm      |           |                     | Modifica les dades a Wikidata |
|        | la Bovera           | Puigpelat | entitat singular de població                   | 133 hab | 41° 17′ 03″ N, 1° 16′ 48″ E / 41.28416667°N,1.28°E 240 msnm       |           |                     | Modifica les dades a Wikidata |
|        | la Planella         | Puigpelat | entitat singular de població                   | 19 hab  | 41° 16′ 45″ N, 1° 18′ 04″ E / 41.27916667°N,1.30111111°E 258 msnm |           |                     | Modifica les dades a Wikidata |
|        | la Sínia            | Puigpelat | entitat singular de població                   | 78 hab  | 41° 16′ 28″ N, 1° 17′ 53″ E / 41.27444444°N,1.29805556°E 255 msnm |           |                     | Modifica les dades a Wikidata |

## masia
| imatge | Nom                | Ubicat a  | instància de | Detalls | coordenades                                                         | Protecció | Commons (més fotos) | Dades a WD                    |
| ------ | ------------------ | --------- | ------------ | ------- | ------------------------------------------------------------------- | --------- | ------------------- | ----------------------------- |
|        | Cal Jordà          | Puigpelat | masia        |         | 41° 16′ 31″ N, 1° 17′ 45″ E / 41.2752824687919°N,1.29596262018219°E |           |                     | Modifica les dades a Wikidata |
|        | Mas Català         | Puigpelat | masia        |         | 41° 17′ 20″ N, 1° 17′ 30″ E / 41.2890182426444°N,1.29168819009435°E |           |                     | Modifica les dades a Wikidata |
|        | Mas Pedró          | Puigpelat | masia        |         | 41° 16′ 17″ N, 1° 16′ 33″ E / 41.2714322837728°N,1.27573099132511°E |           |                     | Modifica les dades a Wikidata |
|        | Mas de Bardet      | Puigpelat | masia        |         | 41° 16′ 24″ N, 1° 17′ 00″ E / 41.2733581678066°N,1.28345268515657°E |           |                     | Modifica les dades a Wikidata |
|        | Mas de Barretes    | Puigpelat | masia        |         | 41° 17′ 08″ N, 1° 17′ 17″ E / 41.2854971609089°N,1.28810211228137°E |           |                     | Modifica les dades a Wikidata |
|        | Mas de Diones      | Puigpelat | masia        |         | 41° 16′ 22″ N, 1° 16′ 55″ E / 41.2729114856027°N,1.2818884326303°E  |           |                     | Modifica les dades a Wikidata |
|        | Mas de l'Ermita    | Puigpelat | masia        |         | 41° 16′ 13″ N, 1° 16′ 52″ E / 41.2703497027282°N,1.28103634382221°E |           |                     | Modifica les dades a Wikidata |
|        | Mas del Feló       | Puigpelat | masia        |         | 41° 16′ 37″ N, 1° 17′ 23″ E / 41.2770723844294°N,1.28971928025878°E |           |                     | Modifica les dades a Wikidata |
|        | Mas del Peres      | Puigpelat | masia        |         | 41° 16′ 34″ N, 1° 17′ 12″ E / 41.276145459592°N,1.28674662744175°E  |           |                     | Modifica les dades a Wikidata |
|        | Mas del Porxo      | Puigpelat | masia        |         | 41° 16′ 26″ N, 1° 16′ 56″ E / 41.273810160524°N,1.28235437109213°E  |           |                     | Modifica les dades a Wikidata |
|        | Maset d'en Gibert  | Puigpelat | masia        |         | 41° 16′ 40″ N, 1° 18′ 12″ E / 41.2778860285905°N,1.30330961978795°E |           |                     | Modifica les dades a Wikidata |
|        | Maset d'en Melcior | Puigpelat | masia        |         | 41° 16′ 41″ N, 1° 18′ 20″ E / 41.2780085967828°N,1.30551534765175°E |           |                     | Modifica les dades a Wikidata |
|        | Maset de Blanc     | Puigpelat | masia        |         | 41° 16′ 57″ N, 1° 17′ 56″ E / 41.2824150846026°N,1.29892941257658°E |           |                     | Modifica les dades a Wikidata |
|        | Maset de Sarol     | Puigpelat | masia        |         | 41° 16′ 38″ N, 1° 17′ 09″ E / 41.2772593797322°N,1.28594140003531°E |           |                     | Modifica les dades a Wikidata |
|        | Maset de l'Arpet   | Puigpelat | masia        |         | 41° 17′ 04″ N, 1° 17′ 43″ E / 41.2843884881814°N,1.29533162145396°E |           |                     | Modifica les dades a Wikidata |
|        | Maset de la Polla  | Puigpelat | masia        |         | 41° 17′ 21″ N, 1° 17′ 39″ E / 41.2892641055182°N,1.29429708619668°E |           |                     | Modifica les dades a Wikidata |
|        | Maset de la Viuda  | Puigpelat | masia        |         | 41° 16′ 56″ N, 1° 17′ 18″ E / 41.2822318121147°N,1.28839046655139°E |           |                     | Modifica les dades a Wikidata |
|        | Maset dels Saldons | Puigpelat | masia        |         | 41° 17′ 12″ N, 1° 18′ 04″ E / 41.2867075674294°N,1.30109874706166°E |           |                     | Modifica les dades a Wikidata |
|        | Masia de Barbet    | Puigpelat | masia        |         | 41° 16′ 11″ N, 1° 17′ 43″ E / 41.269706856003°N,1.2952136648737°E   |           |                     | Modifica les dades a Wikidata |
|        | Masia del Marxant  | Puigpelat | masia        |         | 41° 16′ 38″ N, 1° 18′ 05″ E / 41.2772253021421°N,1.30126113745563°E |           |                     | Modifica les dades a Wikidata |
|        | Masieta d'Adrià    | Puigpelat | masia        |         | 41° 16′ 37″ N, 1° 16′ 32″ E / 41.2769351667416°N,1.27569359549629°E |           |                     | Modifica les dades a Wikidata |
|        | el Fortolé         | Puigpelat | masia        |         | 41° 16′ 43″ N, 1° 17′ 06″ E / 41.2787403134732°N,1.28498325362704°E |           |                     | Modifica les dades a Wikidata |
|        | els Caus           | Puigpelat | masia        |         | 41° 16′ 43″ N, 1° 17′ 12″ E / 41.2786744524115°N,1.28660883480565°E |           |                     | Modifica les dades a Wikidata |

## Misc
| imatge | Nom                            | Ubicat a  | instància de       | Detalls                         | coordenades                                                         | Protecció                   | Commons (més fotos)      | Dades a WD                    |
| ------ | ------------------------------ | --------- | ------------------ | ------------------------------- | ------------------------------------------------------------------- | --------------------------- | ------------------------ | ----------------------------- |
|        | Nucli antic de Puigpelat       | Puigpelat | centre històric    | Estil: arquitectura popular     | 41° 16′ 47″ N, 1° 17′ 50″ E / 41.27983°N,1.29711°E                  | bé cultural d'interès local | Nucli antic de Puigpelat | Modifica les dades a Wikidata |
|        | Polígon industrial Les Rases   | Puigpelat | polígon industrial |                                 | 41° 16′ 54″ N, 1° 17′ 17″ E / 41.2816227005177°N,1.28801234431426°E |                             |                          | Modifica les dades a Wikidata |
|        | Portal de Puigpelat            | Puigpelat | porta de ciutat    |                                 | 41° 16′ 48″ N, 1° 17′ 48″ E / 41.28°N,1.2966666666667°E             | bé cultural d'interès local | Portal de Puigpelat      | Modifica les dades a Wikidata |
|        | Santa Maria de Puigpelat       | Puigpelat | església           | Estil: arquitectura neoclàssica | 41° 16′ 47″ N, 1° 17′ 48″ E / 41.279637°N,1.296601°E                | bé cultural d'interès local | Santa Maria de Puigpelat | Modifica les dades a Wikidata |
|        | Torrelles                      | Puigpelat | nucli de població  |                                 | 41° 16′ 26″ N, 1° 17′ 17″ E / 41.2737675044623°N,1.28795498678355°E |                             |                          | Modifica les dades a Wikidata |
|        | casa consistorial de Puigpelat | Puigpelat | casa consistorial  |                                 | 41° 16′ 47″ N, 1° 17′ 49″ E / 41.2798143°N,1.2969861°E              |                             |                          | Modifica les dades a Wikidata |
|        | era d'en Francesc              | Puigpelat | cabana             |                                 | 41° 16′ 40″ N, 1° 18′ 09″ E / 41.2777381233032°N,1.30244183369969°E |                             |                          | Modifica les dades a Wikidata |